# Segurança química
A segurança química é um tema tratado a nível global por várias iniciativas internacionais.
SAICM - Strategic Approach to International Chemicals Management (Abordagem Estratégica para a Gestão Internacional de Produtos Químicos). Esta iniciativa foi adotada na Conferência Internacional sobre Gestão de Substâncias Químicas (ICCM), que teve lugar em 4-6 Fevereiro de 2006 em Dubai, reunindo Governos e organizações intergovernamentais e não governamentais. Define um enquadramento político para promover a boa gestão de produtos químicos em todo o mundo, e abrange avaliações de risco de produtos químicos e rotulagem harmonizada, até mesmo para produtos obsoletos e estocados. Estão incluídas as provisões para centros nacionais que visem auxiliar os países em desenvolvimento, treinar equipes em temas de segurança química, bem como lidar com vazamentos e acidentes. SAICM é um acordo voluntário. A segunda Conferência Internacional sobre Gestão de Substâncias Químicas-ICCM2-realizada em maio de 2009, em Genebra, teve lugar a fim de reforçar as sinergias e eficiência de custo e promover a natureza multi-sectorial do SAICM.
GHS - Globally Harmonized System of Classification and Labeling of Chemicals[] (Sistema Globalmente Harmonizado de Classificação e Rotulagem de Produtos Químicos): Propõe elementos harmonizados de comunicação de perigos, incluindo rótulos e fichas de segurança. Foi elaborado pelas Nações Unidas e é gerido pela Comissão Econômica para a Europa (UNECE) desde 2002. Este sistema visa garantir uma melhor proteção à saúde humana e ao meio ambiente durante o manuseio de produtos químicos, incluindo o seu transporte e uso final. A classificação de produtos químicos é feita com base em seus perigos intrínsecos, avaliados de acordo com testes internacionalmente aceitos. Esta harmonização, quando implementada por completo, facilitará o comércio internacional e contribuirá para a diminuição de acidentes ocasionados pela falta de uma clara comunicação dos perigos dos produtos. Atualmente, vários países já adotaram ou estão em processo de adoção. No Brasil, a norma ABNT NBR 14725 partes 1, 2, 3 e 4 é o instrumento oficial de aplicação do GHS. A Norma Regulamentadora 26 do Ministério do Trabalho e Emprego foi recentemente reformulada, passando a exigir a Classificação GHS como o sistema de classficação para a identificação e comunicação de perigos de produtos químicos usados no local de trabalho.
Convenção de Estocolmo- A Convenção de Estocolmo é um tratado global para proteger a saúde humana e o ambiente dos poluentes orgânicos persistentes (POPs). Entrou em vigor em 17 de Maio de 2004, tendo sido assinada já por mais de 150 países. Em maio de 2009, nove novos produtos químicos foram propostos para a lista que então continha 12 substâncias.
Convenção de Roterdã- Os objetivos da Convenção de Roterdã são: • Promover a responsabilidade partilhada e os esforços de cooperação entre as partes no comércio internacional de determinados produtos químicos perigosos, a fim de proteger a saúde humana e o ambiente dos perigos potenciais; • contribuir para a ambientalmente correta utilização dos produtos químicos perigosos, facilitando o intercâmbio de informações sobre as suas características, promovendo um processo de tomada de decisões nacionais sobre as suas importações e exportações e divulgando estas decisões pelas partes. O texto da Convenção foi adotado em 10 de setembro de 1998 por uma conferência em Roterdã, na Holanda. A Convenção entrou em vigor em 24 de fevereiro de 2004, e cria obrigações legais para a implementação do Procedimento de Consentimento Prévio Informado (PIC).
Convenção de Basileia- A Convenção de Basileia sobre o Controlo dos Movimentos Transfronteiriços de Resíduos Perigosos e sua Eliminação é um acordo ambiental global sobre resíduos perigosos e outros. Que entrou em vigor em 1992. A Convenção tem 172 Partes e visa proteger a saúde humana eo ambiente contra os efeitos adversos resultantes da produção, gestão, movimentos transfronteiriços e eliminação de resíduos perigosos e outros resíduos.
Protocolo de Montreal, - O Protocolo de Montreal foi uma ação regulamentadora coordenada globalmente para a gestão dos produtos químicos que destroem o ozônio. 191 países ratificaram o tratado.